# Selección de fútbol sub-20 de Ucrania
La Selección de fútbol sub-20 de Ucrania es el equipo que representa al país en la Copa Mundial de Fútbol Sub-20 y en la Eurocopa Sub-19, y es controlada por la Federación de Fútbol de Ucrania.

## Palmarés

### Torneos Oficiales
- Copa Mundial de Fútbol Sub-20 :
  -  Campeón (1): 2019.
- Eurocopa Sub-19 :
  -  Campeón (1): 2009.
  -  Subcampeón (1): 2000.
  -  Tercero (2): 2004, 2018.

## Estadísticas

### Eurocopa Sub-19
| Eurocopa Sub-19 | Eurocopa Sub-19 | Eurocopa Sub-19 | Eurocopa Sub-19 | Eurocopa Sub-19 | Eurocopa Sub-19 | Eurocopa Sub-19 | Eurocopa Sub-19 | Eurocopa Sub-19 |
| Año             | Ronda           | PJ              | PG              | PE              | PP              | GF              | GC              |                 |
| --------------- | --------------- | --------------- | --------------- | --------------- | --------------- | --------------- | --------------- | --------------- |
| 1994            | No clasificó    | No clasificó    | No clasificó    | No clasificó    | No clasificó    | No clasificó    | No clasificó    |                 |
| 1995            | No clasificó    | No clasificó    | No clasificó    | No clasificó    | No clasificó    | No clasificó    | No clasificó    |                 |
| 1996            | No clasificó    | No clasificó    | No clasificó    | No clasificó    | No clasificó    | No clasificó    | No clasificó    |                 |
| 1997            | No clasificó    | No clasificó    | No clasificó    | No clasificó    | No clasificó    | No clasificó    | No clasificó    |                 |
| 1998            | No clasificó    | No clasificó    | No clasificó    | No clasificó    | No clasificó    | No clasificó    | No clasificó    |                 |
| 1999            | No clasificó    | No clasificó    | No clasificó    | No clasificó    | No clasificó    | No clasificó    | No clasificó    |                 |
| 2000            | Subcampeón      | 4               | 2               | 1               | 1               | 3               | 2               |                 |
| 2001            | Primera Ronda   | 3               | 0               | 1               | 2               | 4               | 6               |                 |
| 2002            | No clasificó    | No clasificó    | No clasificó    | No clasificó    | No clasificó    | No clasificó    | No clasificó    |                 |
| 2003            | No clasificó    | No clasificó    | No clasificó    | No clasificó    | No clasificó    | No clasificó    | No clasificó    |                 |
| 2004            | Semifinales     | 3               | 1               | 3               | 0               | 3               | 2               |                 |
| 2005            | No clasificó    | No clasificó    | No clasificó    | No clasificó    | No clasificó    | No clasificó    | No clasificó    |                 |
| 2006            | No clasificó    | No clasificó    | No clasificó    | No clasificó    | No clasificó    | No clasificó    | No clasificó    |                 |
| 2007            | No clasificó    | No clasificó    | No clasificó    | No clasificó    | No clasificó    | No clasificó    | No clasificó    |                 |
| 2008            | No clasificó    | No clasificó    | No clasificó    | No clasificó    | No clasificó    | No clasificó    | No clasificó    |                 |
| 2009            | Campeón         | 5               | 3               | 2               | 0               | 8               | 3               |                 |
| 2010            | No clasificó    | No clasificó    | No clasificó    | No clasificó    | No clasificó    | No clasificó    | No clasificó    |                 |
| 2011            | No clasificó    | No clasificó    | No clasificó    | No clasificó    | No clasificó    | No clasificó    | No clasificó    |                 |
| 2012            | No clasificó    | No clasificó    | No clasificó    | No clasificó    | No clasificó    | No clasificó    | No clasificó    |                 |
| 2013            | No clasificó    | No clasificó    | No clasificó    | No clasificó    | No clasificó    | No clasificó    | No clasificó    |                 |
| 2014            | Primera Ronda   | 3               | 1               | 1               | 1               | 2               | 3               |                 |
| 2015            | Primera Ronda   | 3               | 0               | 1               | 2               | 3               | 7               |                 |
| 2016            | No clasificó    | No clasificó    | No clasificó    | No clasificó    | No clasificó    | No clasificó    | No clasificó    |                 |
| 2017            | No clasificó    | No clasificó    | No clasificó    | No clasificó    | No clasificó    | No clasificó    | No clasificó    |                 |
| 2018            | Semifinales     | 4               | 2               | 1               | 1               | 4               | 7               |                 |
| 2019            | No clasificó    | No clasificó    | No clasificó    | No clasificó    | No clasificó    | No clasificó    | No clasificó    |                 |
| 2020            | Cancelado       | Cancelado       | Cancelado       | Cancelado       | Cancelado       | Cancelado       | Cancelado       |                 |
| 2021            | Cancelado       | Cancelado       | Cancelado       | Cancelado       | Cancelado       | Cancelado       | Cancelado       |                 |
| 2022            | No clasificó    | No clasificó    | No clasificó    | No clasificó    | No clasificó    | No clasificó    | No clasificó    |                 |
| 2023            | No clasificó    | No clasificó    | No clasificó    | No clasificó    | No clasificó    | No clasificó    | No clasificó    |                 |
| 2024            | Semifinales     | 4               | 1               | 2               | 1               | 3               | 3               |                 |
| 2025            | Por definirse   | Por definirse   | Por definirse   | Por definirse   | Por definirse   | Por definirse   | Por definirse   | Por definirse   |
| Total           | 7/24            | 29              | 10              | 12              | 8               | 30              | 33              |                 |

### Mundial Sub-20
| Año   | Ronda            | J            | G            | E            | P            | GF           | GC           |
| ----- | ---------------- | ------------ | ------------ | ------------ | ------------ | ------------ | ------------ |
| 1993  | No clasificó     | No clasificó | No clasificó | No clasificó | No clasificó | No clasificó | No clasificó |
| 1995  | No clasificó     | No clasificó | No clasificó | No clasificó | No clasificó | No clasificó | No clasificó |
| 1997  | No clasificó     | No clasificó | No clasificó | No clasificó | No clasificó | No clasificó | No clasificó |
| 1999  | No clasificó     | No clasificó | No clasificó | No clasificó | No clasificó | No clasificó | No clasificó |
| 2001  | Octavos de final | 4            | 1            | 2            | 1            | 6            | 5            |
| 2003  | No clasificó     | No clasificó | No clasificó | No clasificó | No clasificó | No clasificó | No clasificó |
| 2005  | Octavos de final | 4            | 1            | 1            | 2            | 7            | 7            |
| 2007  | No clasificó     | No clasificó | No clasificó | No clasificó | No clasificó | No clasificó | No clasificó |
| 2009  | No clasificó     | No clasificó | No clasificó | No clasificó | No clasificó | No clasificó | No clasificó |
| 2011  | No clasificó     | No clasificó | No clasificó | No clasificó | No clasificó | No clasificó | No clasificó |
| 2013  | No clasificó     | No clasificó | No clasificó | No clasificó | No clasificó | No clasificó | No clasificó |
| 2015  | Octavos de final | 4            | 2            | 2            | 0            | 10           | 1            |
| 2017  | No clasificó     | No clasificó | No clasificó | No clasificó | No clasificó | No clasificó | No clasificó |
| 2019  | Campeón          | 7            | 6            | 1            | 0            | 13           | 4            |
| 2023  | No clasificó     | No clasificó | No clasificó | No clasificó | No clasificó | No clasificó | No clasificó |
| 2025  | Clasificado      | Clasificado  | Clasificado  | Clasificado  | Clasificado  | Clasificado  | Clasificado  |
| Total | 5/24             | 19           | 10           | 6            | 3            | 36           | 17           |